# Serdar Deniz (Fußballspieler)
Serdar Deniz (* 5. Mai 1990 in Adıyaman) ist ein türkischer Fußballspieler.

## Spielerkarriere

### Verein
Deniz begann mit dem Vereinsfußball in der Nachwuchsabteilung von Adıyaman İl Özel İdare SK und spielte anschließend in den Jugendmannschaften von Malatyaspor und Gaziantepspor. 
2010 wechselte er mit einem Profivertrag ausgestattet zum Drittligisten Mardinspor. Nachdem dieser Klub zum Saisonende hochverschuldet die Spielergehälter nicht mehr zahlen konnte, heuerte Deniz beim Viertligisten Aydınspor 1923 an. Hier etablierte er sich auf Anhieb als Stammspieler. Bereits nach einer Saison wechselte Deniz erneut den Verein und ging dieses Mal zum Ligarivalen Diyarbakır Büyükşehir Belediyespor. Mit dieser Mannschaft beendete er die Saison souverän als Meister der TFF 3. Lig und stieg in die TFF 2. Lig auf. In dieser Liga steigerte Deniz seine Vorjahresleistung und war mit acht Toren einer der erfolgreichsten Torschützen seines Teams.
Zur Saison 2014/15 heuerte Deniz beim Zweitligisten Orduspor an. Bereits zur nächsten Winterpause verließ er diesen Verein Richtung Drittligist Göztepe Izmir. Mit dem Traditionsklub konnte er den Aufstieg als Meister der 3. Liga feiern, zudem erzielte er am 34. Spieltag (dem letzten Spieltag) einen Hattrick bei einem 4:3-Auswärtssieg gegen Nazilli Belediyespor. Nach diesem Erfolg wechselte er zur neuen Saison, der Saison 2014/15, zum Viertligisten Büyükşehir Belediye Erzurumspor. Mit diesem Verein stieg er in seiner ersten Saison in die TFF 2. Lig und in seiner zweiten Saison in die TFF 1. Lig auf. Nach diesem Erfolg verließ er den Verein und wechselte zu Menemen Belediyespor.

## Erfolge
´´Mit Diyarbakır Büyükşehir Belediyespor
- Meister der TFF 3. Lig und Aufstieg in die TFF 2. Lig: 2012/13

Mit Göztepe Izmir
- Meister der TFF 2. Lig und Aufstieg in die TFF 1. Lig: 2014/15

Mit Büyükşehir Belediye Erzurumspor
- Play-off-Sieger der TFF 2. Lig und Aufstieg in die TFF 1. Lig: 2016/17
- Meister der TFF 3. Lig und Aufstieg in die TFF 2. Lig: 2015/16